# Finale della Coppa CERS 1988-1989
La finale della 9ª edizione della Coppa CERS fu disputata in gara d'andata e ritorno tra gli italiani del Monza e gli spagnoli dell'Igualada. Con il punteggio complessivo di 17 a 9 fu il Monza ad aggiudicarsi per la seconda volta nella storia il trofeo.

## Le squadre
| Squadre  | Partecipazioni precedenti (il grassetto indica la vittoria) |
| -------- | ----------------------------------------------------------- |
| Monza    | 1982                                                        |
| Igualada | Nessuna                                                     |

## Il cammino verso la finale
Il Monza si qualificò alla finale con i seguenti risultati:
- Primo turno: eliminato il Düsseldorf Nord (vittoria per 6-2 all'andata e per 13-8 al ritorno);
- Ottavi di finale: eliminato il Bassano (pareggio per 5-5 all'andata e vittoria per 6-4 al ritorno);
- Quarti di finale: eliminato il Cronenberg (vittoria per 5-2 all'andata e per 9-5 al ritorno);
- Semifinale: eliminato il Reus Deportiu (vittoria per 5-2 all'andata e per 7-2 al ritorno).

L'Igualada si qualificò alla finale con i seguenti risultati:
- Ottavi di finale: eliminato il Trissino (vittoria per 4-2 all'andata e per 3-1 al ritorno);
- Quarti di finale: eliminato il Benfica (sconfitta per 4-0 all'andata e vittoria per 8-3 al ritorno);
- Semifinale: eliminato l'Amatori Vercelli (vittoria per 9-3 all'andata e pareggio per 7-7 al ritorno).

## Tabellini

### Andata
| Biassono 10 giugno 1989 | Monza | 13 – 4 | Igualada | PalaRovagnati |

### Ritorno
| Igualada 20 giugno 1989 | Igualada | 5 – 4 | Monza | Poliesportiu Les Comes |